# Lycium martii
Lycium martii ist eine Pflanzenart aus der Gattung der Bocksdorne (Lycium) in der Familie der Nachtschattengewächse (Solanaceae).

## Beschreibung
Lycium martii ist ein aufrecht wachsender Strauch, der eine Wuchshöhe von 1,5 bis 5 m erreicht. Die Laubblätter sind behaart und werden 10 bis 53 mm lang und 5 bis 25 mm breit.
Die Blüten sind zwittrig und fünfzählig. Der Kelch ist glockenförmig und unbehaart. Die Kelchröhre wird 2,3 bis 2,5 mm lang und ist mit 0,5 bis 1 mm langen Kelchzipfeln besetzt. Die Krone ist trichterförmig und weiß gefärbt. Die Kronröhre ist 4 bis 5 mm lang, die Kronlappen 2,8 bis 3 mm. Die Staubfäden sind 3 bis 4 mm oberhalb der Basis dicht mit feinen Trichomen behaart.
Die Frucht ist eine kugelförmige Beere, die 4 mm lang und 3 mm breit wird. Sie enthält eine Vielzahl von Samen.

## Vorkommen
Die Art kommt im brasilianischen Bundesstaat Bahia sowie auf Kuba vor.

## Belege
- J.S. Miller und R.A. Levin: Lycium martii. In: Project Lycieae